# 10185 Gaudi
10185 Gaudi este un asteroid din centura principală de asteroizi.

## Descriere
10185 Gaudi este un asteroid din centura principală de asteroizi. A fost descoperit pe 18 aprilie 1996 la Observatorul La Silla de Eric Walter Elst. El prezintă o orbită caracterizată de o semiaxă mare de 2,60 ua, o excentricitate de 0,22 și o înclinație de 4,5° în raport cu ecliptica.